# Clytoderus pygmaeus
Clytoderus pygmaeus är en skalbaggsart som beskrevs av Linsley 1935. Clytoderus pygmaeus ingår i släktet Clytoderus och familjen långhorningar. Inga underarter finns listade i Catalogue of Life.